# Coahuila de Zaragoza
Coahuila de Zaragoza is een staat in Mexico, grenzend aan de Verenigde Staten (512 km met Texas), San Luis Potosí, Zacatecas, Durango en Chihuahua. Coahuila heeft een oppervlakte van 151,571 km² en 2.298.070 inwoners (2006). De hoofdstad en eveneens grootste stad is Saltillo. Andere grote steden zijn Monclova, Piedras Negras, Ciudad Acuña en Torreón.

## Geschiedenis
Voor de komst van de Europeanen werd Coahuila bewoond door de Coahuilteken, een volk waaraan de staat tevens zijn naam dankt. In de zestiende eeuw verkende Francisco Cano als eerste Europeaan dit gebied. Het werd later als Nieuw-Extremadura een onderdeel van de Spaanse kolonie Nieuw-Spanje.
Na de onafhankelijkheid van Mexico werd Coahuila onderdeel van de staat Coahuila y Texas, waar ook Texas deel van uitmaakte. In 1835 scheidde Texas zich af van Mexico. In 1840 deed Coahuila samen met Nuevo León en Tamaulipas een poging zich af te scheiden van Mexico als de Republiek van de Rio Grande, maar deze poging mislukte. In 1856 werd Coahuila door de separatistische gouverneur van Nuevo León Santiago Vidaurri geannexeerd. In 1867 werd het centrale gezag hersteld en werd Coahuila weer een aparte staat.
Gedurende de Mexicaanse Revolutie was Coahuila de uitvalsbasis van Venustiano Carranza, die van 1915 tot 1920 president was.

## Gemeenten
Coahuila bestaat uit 38 gemeenten, zie Lijst van gemeenten van Coahuila.